# آکی هوشینو
آکی هوشینو (انگلیسی: Aki Hoshino؛ زادهٔ ۱۴ مارس ۱۹۷۷) هنرپیشه، و مدل (شخص) اهل ژاپن است.